# Överenhörna kyrka
Överenhörna kyrka är belägen nära Mälaren på norra Enhörnalandet i Södertälje kommun. Kyrkan ingår i Enhörna församling i Södertälje kontrakt, Strängnäs stift. Byggnaden är sedan 1939 ett kyrkligt kulturminne.

## Historia
Kyrkan härrör i sina äldsta delar från 1100- eller 1200-talet. På 1200-talet var det gårdskyrka för Husaby kungsgård. Dåtidens långhus mätte cirka 75 m² och kyrkan var därmed avsevärt större än andra, närbelägna kyrkor. I öster fanns ett lägre, kvadratiskt kor och i väster ett ganska smalt torn. Klockorna hängde sannolikt i en fristående klockstapel. Under 1400-talets slut slogs kyrkans två västra valv vilka till stor del präglar kyrkan interiört. På 1680-talet hade den fortfarande kvar sin medeltida utformning. Redan 1738 fick kyrkan en orgel, byggd av mäster Möller. Den såldes 1824 och en ny inköptes. 
År 1783 ersattes det gamla koret och sakristian med ett nytt och större kor. Samtidigt revs vapenhuset och ersattes av tornets bottenvåning. Om denna ombyggnad påminner en stentavla över huvudentrén med texten: Uti Konung Gustaf III:s tid blef denna kyrka utbygd och förbättrad år 1783. Altaret fick sin nuvarande plats 1885 liksom nuvarande tornspiran. Vid den senaste stora förnyelsen 1970-1973 under arkitekt Ragnar Jonsson fick fönstren inre bågar med blyinfattade rutor, kyrkbänkarnas ådring övermålades med gröna och röda färger och predikstolen sänktes och förstorades.

## Inventarier
Inne i tornets bottenvåning förvaras en förhistorisk gravsten, ett kalkstensklot med ristningar från järnåldern. Altartavlan Nattvarden målades 1736 av Georg Engelhard Schröder och skänktes av drottning Ulrika Eleonora. Över ingången till sakristian hänger två Mariabilder som möjligen härrör från ett medeltida altarskåp. Där hänger också triumfkrucifixet från 1400-talet. I kyrkan finns en minnestavla över Baltzar Beck på Horns säteri, som dog 1618, liksom gravstenen över Becks svåger och efterträdare på Horn, Peder Falck.

### Orgel
- 1738 bygger mäster Möller en orgel. Den såldes 1824.
- 1855 bygger Johan Lund, Stockholm en orgel med 5 stämmor.
- Den nuvarande orgeln är byggd 1955 av Olof Hammarberg, Göteborg och är mekanisk.

| Manual        | Pedal       | Koppel   |  |
| Gedackt 8’    | Subbas 16’  | Man/Ped. |  |
| Principal 4’  | Borduna 8’  |          |  |
| Rörflöjt 4'   | Koralbas 4' |          |  |
| Gemshorn 2'   |             |          |  |
| Kvintadena 2' |             |          |  |
| Mixtur 2 chor |             |          |  |
| Skalmeja 8'   |             |          |  |

## Verksamhet
Kyrkan används för gudstjänster växelvis med församlingens andra kyrka i Ytterenhörna. På grund av sin vackra interiör och goda akustik används den även som konsertlokal, bland annat av Enhörnakören.

## Bilder

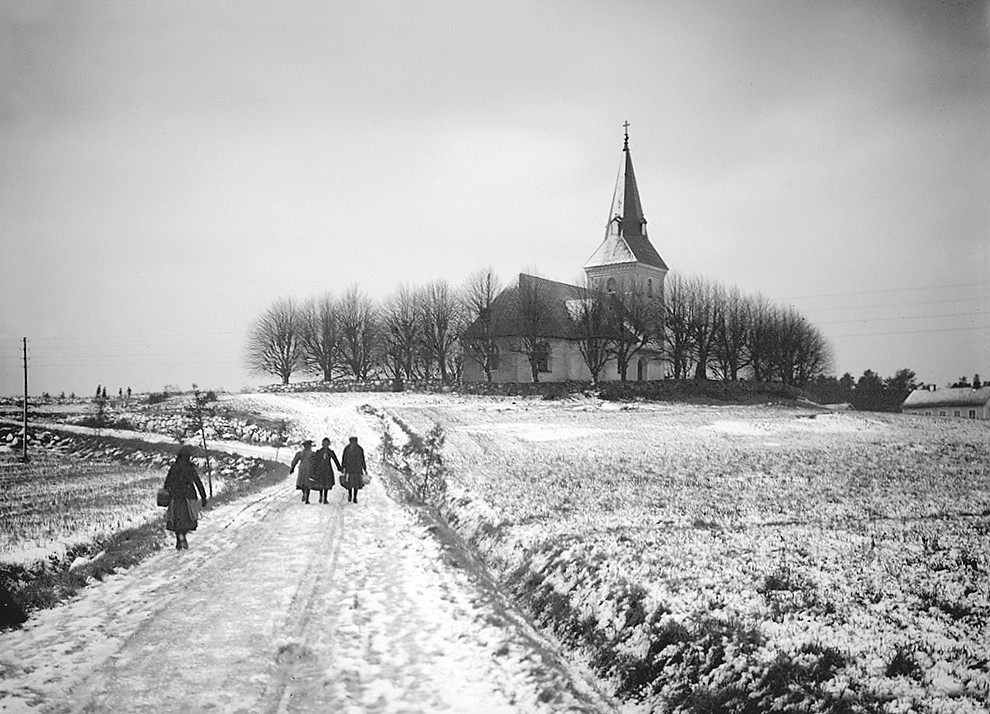
Vy mot kyrkan, 1890-/1900-tal.
Kyrkan omkring 1905.
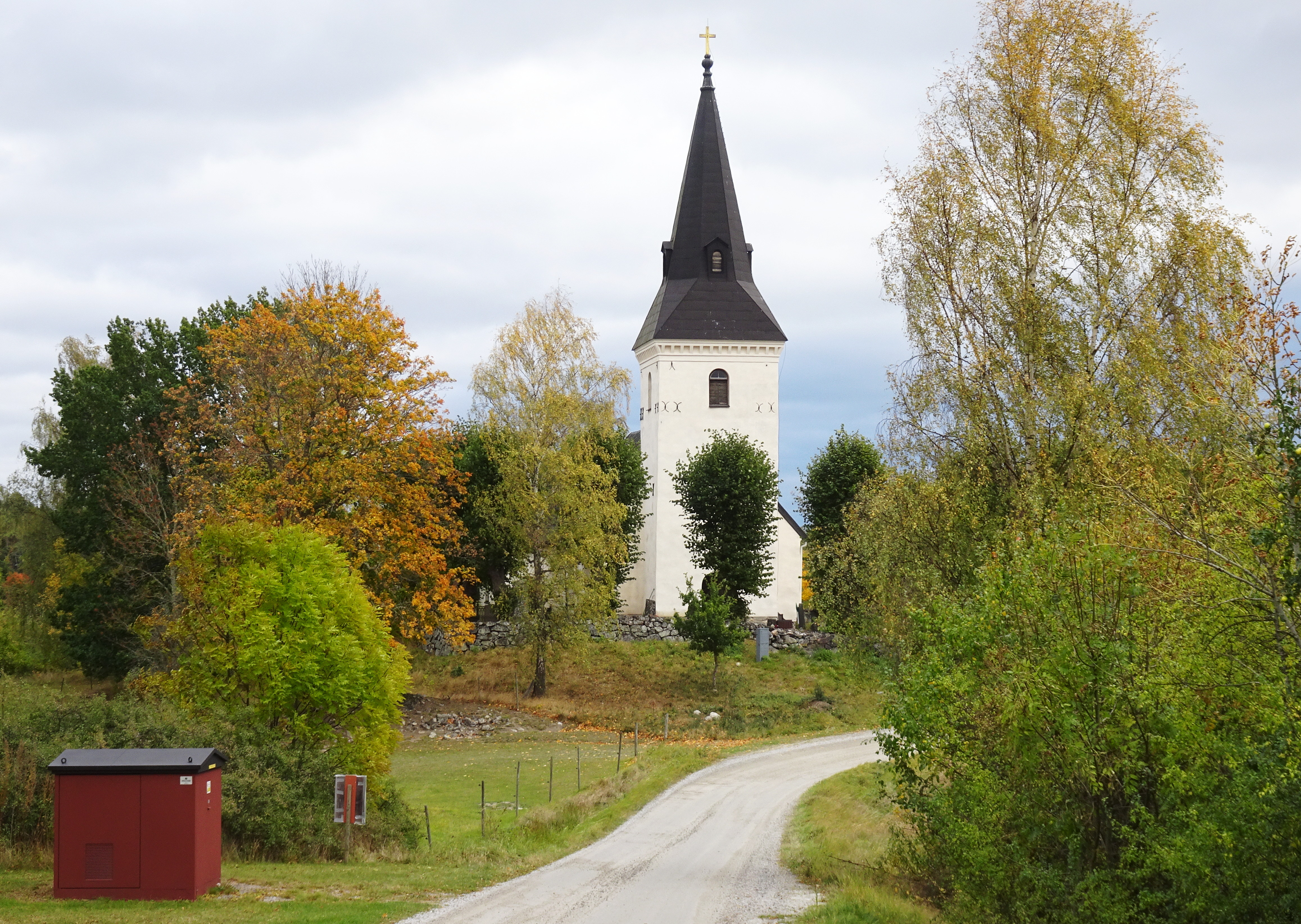
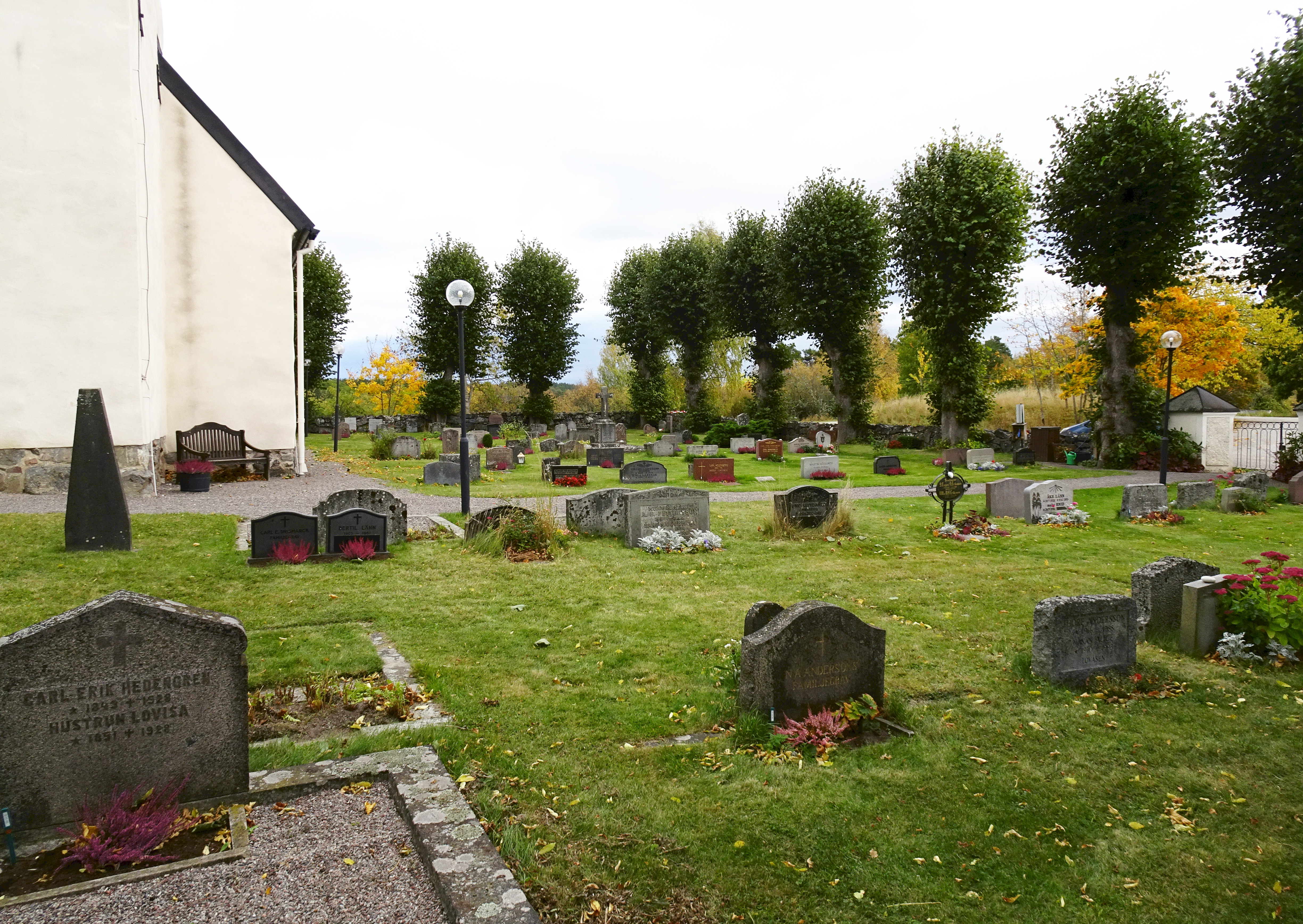
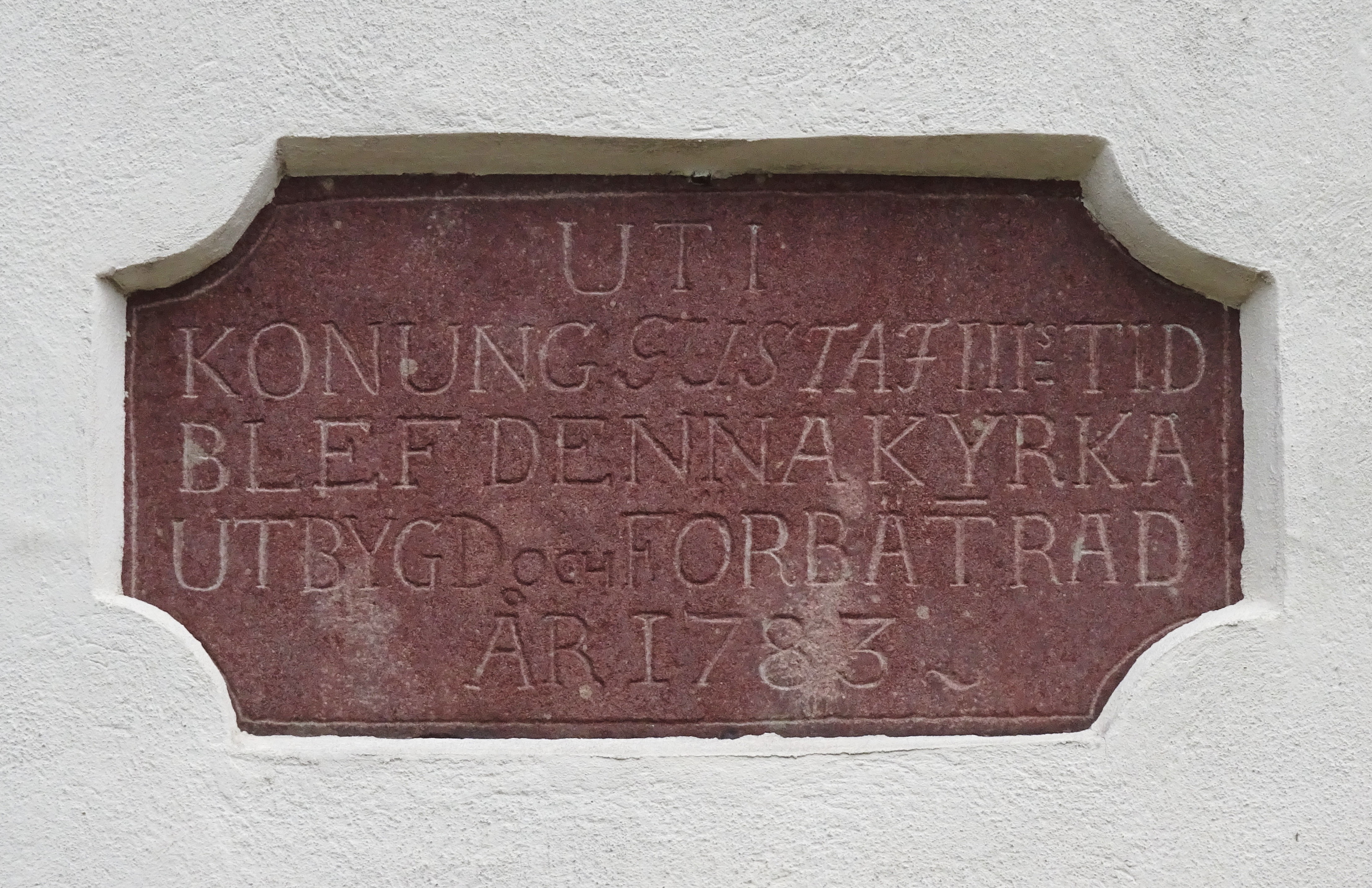
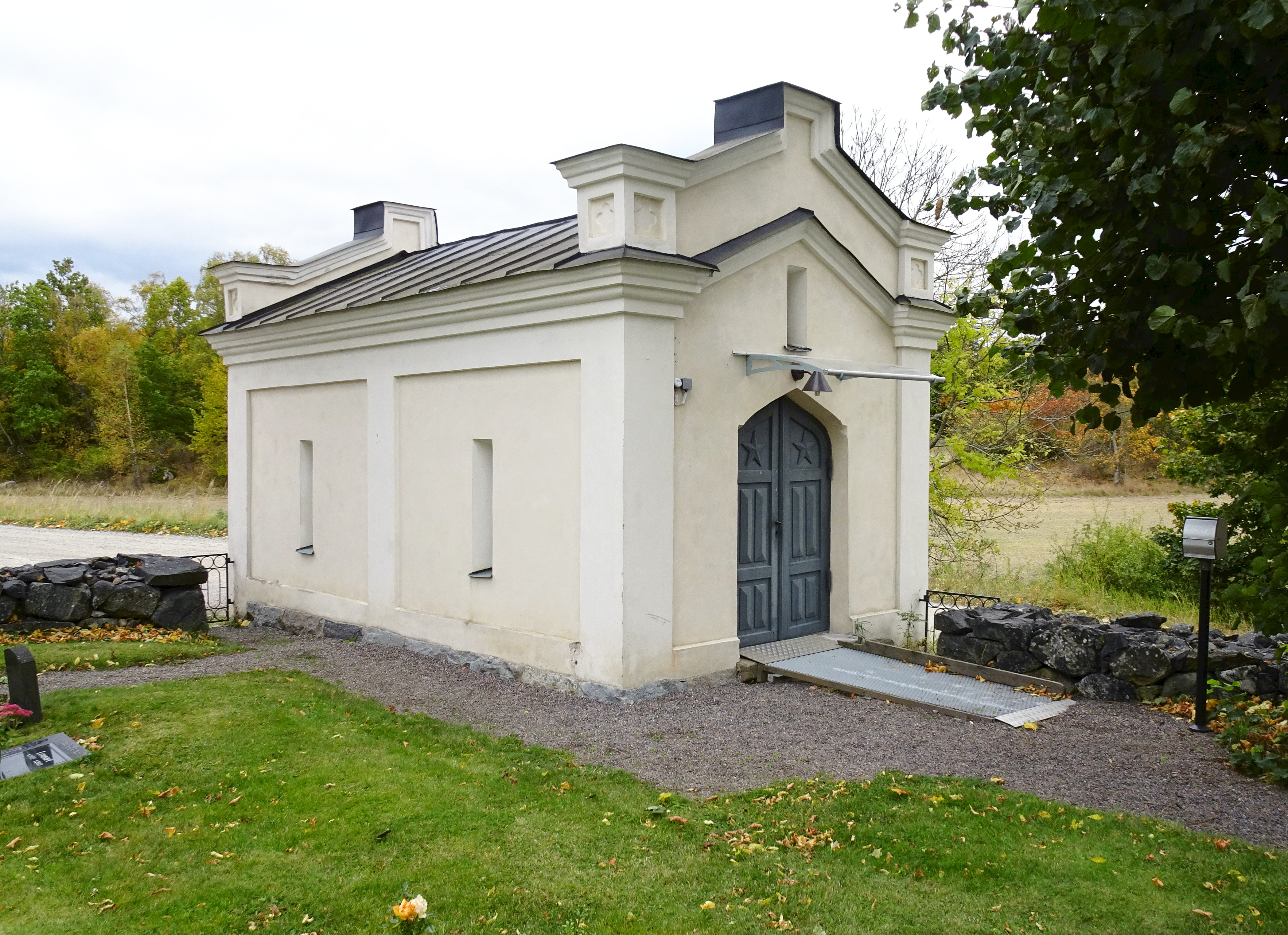
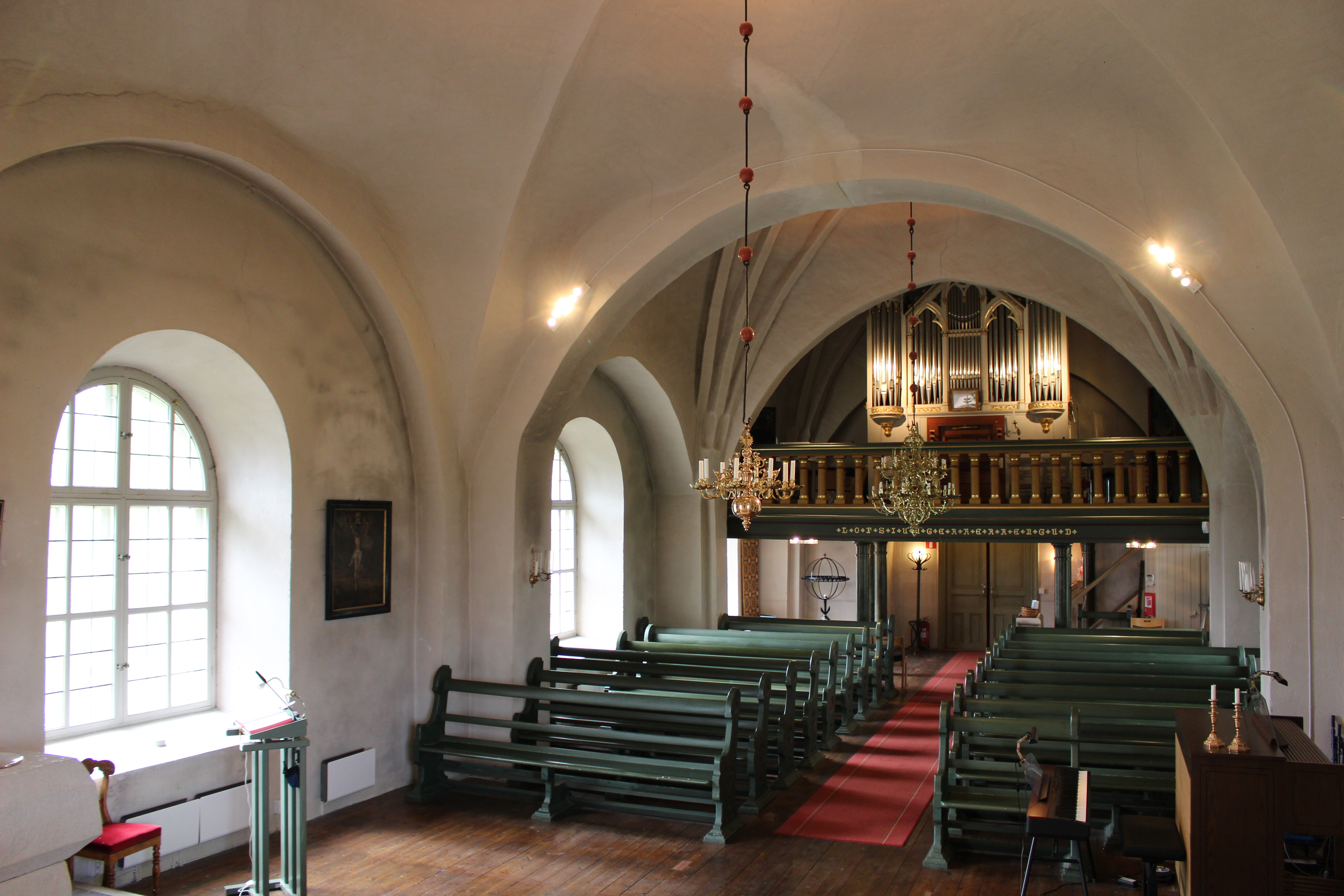
Kyrkorum mot ingång
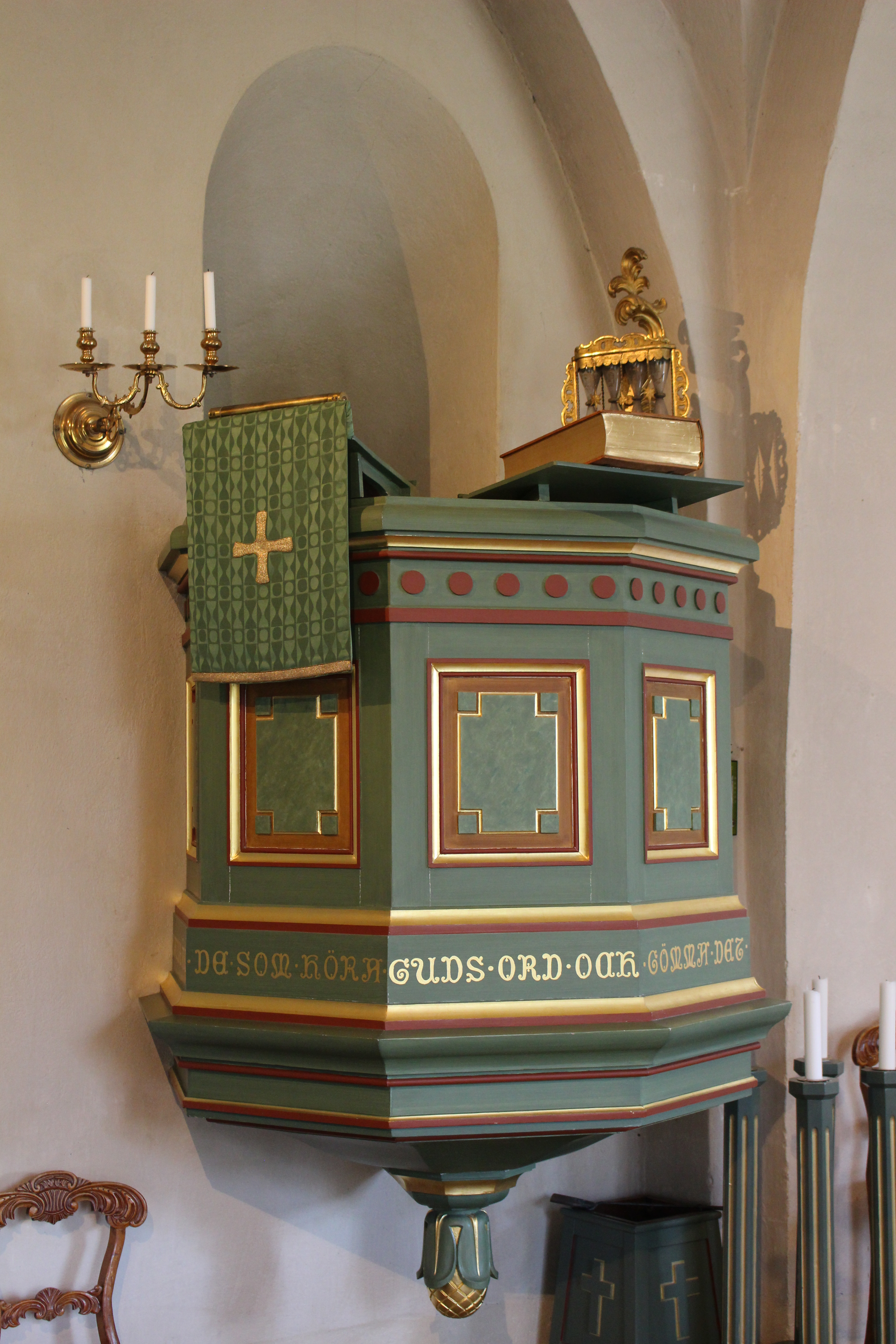
Predikstol
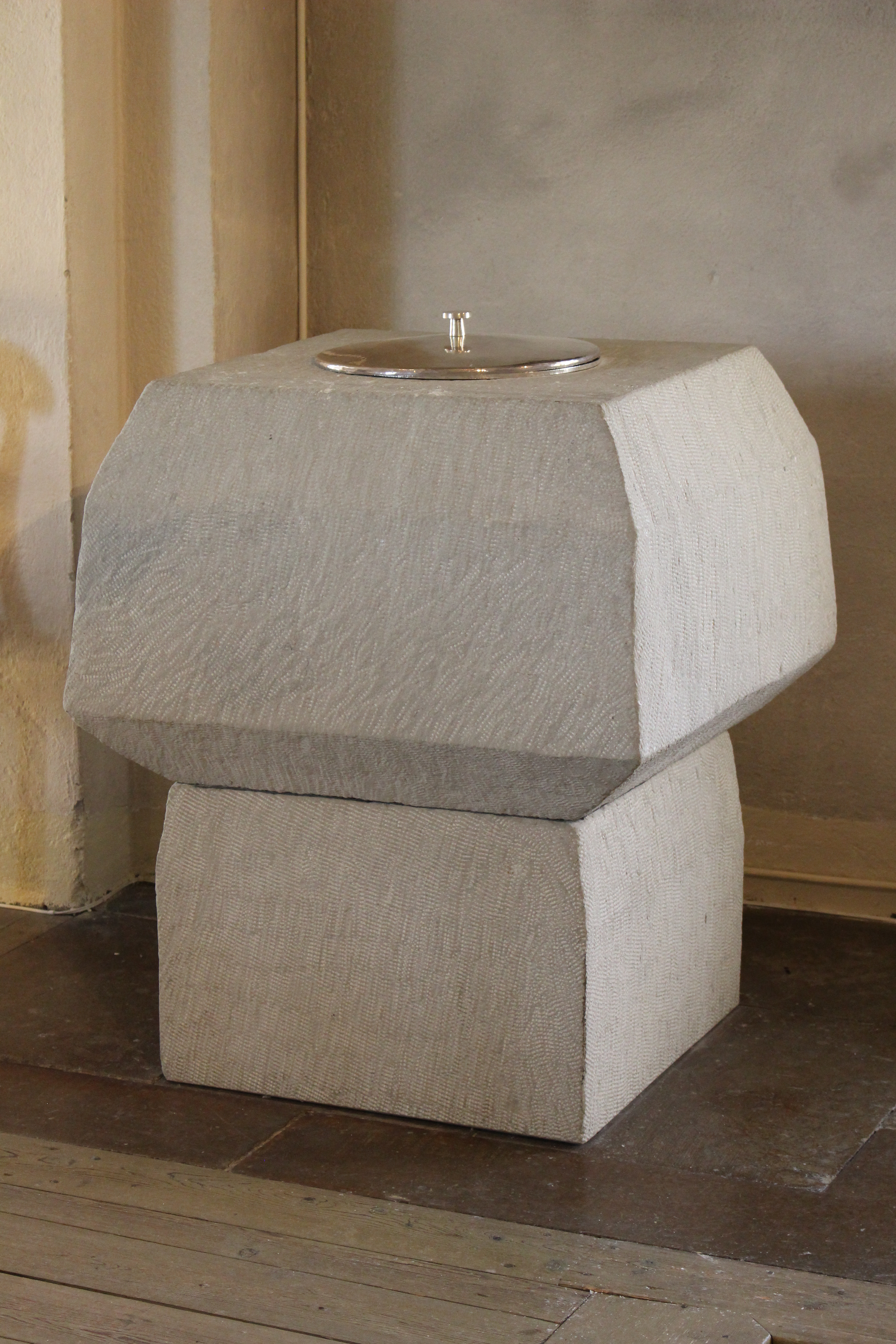
Dopfunt